# Англизел е Курсел
Англизел е Курсел (фр. Angluzelles-et-Courcelles) насеље је и општина у североисточној Француској у региону Шампања-Ардени, у департману Марна која припада префектури Еперне.
По подацима из 2011. године у општини је живело 141 становника, а густина насељености је износила 10,29 становника/km². Општина се простире на површини од 13,7 km². Налази се на средњој надморској висини од 93 метара.

## Демографија
| 1962. | 1968. | 1975. | 1982. | 1990. | 1999. | 2011. |
| ----- | ----- | ----- | ----- | ----- | ----- | ----- |
| 180   | 152   | 137   | 137   | 140   | 143   | 141   |

График промене броја становника у току последњих година